# وارن جيفز
وارن جيفز (بالإنجليزية: Warren Jeffs)‏ (مواليد 3 ديسمبر 1955 في ساكرامنتو)، هو الرئيس السابق الكنيسة الأصلية ليسوع المسيح وقديسي الأيام الأخيرة (FLDS). وهو مُدان حالياً في الولايات المتحدة ويقضي حالياً حكماً بالسجن لمدى الحياة إضافة إلى 20 عاماً. نتيجة لإدانته بتهمة الاعتداء الجنسي على أطفال سنة 2011، والاعتداء الجنسي الإجرامي المشدد" على فتاتين تتراوح أعمارهن بين الـ12 والـ15.
وكان جيفز يقود الطائفة التي تسمح بتعدد الزوجات والتي جذبت اهتمام العالم في 2006 عندما اتهمت السلطات جيفز بجرائم جنسية ضد فتيات صغيرات تزوجهن. وفي مرحلة ما، اختفى جيفز، مما دفع مكتب التحقيقات الفيدرالي (FBI) وضعه على قائمة أهم عشرة هاربين مطلوبين، حتى تم القبض عليه.

## روابط خارجية
- وارن جيفز على موقع إن إن دي بي (الإنجليزية)